# Serlo II van Hauteville
Serlo II van Hauteville (Hauteville-la-Guichard, circa 1040 – nabij Nicosia (Sicilië), zomer 1072) was een edelman die het hertogdom Normandië verliet om Calabrië en Sicilië te veroveren op de Byzantijnen respectievelijk Saracenen. 
Hij was heer van Geraci, Serrata, Cerami en Surito in het grootgraafschap Sicilië onder bestuur van zijn oom Rogier I van Sicilië.

## Levensloop

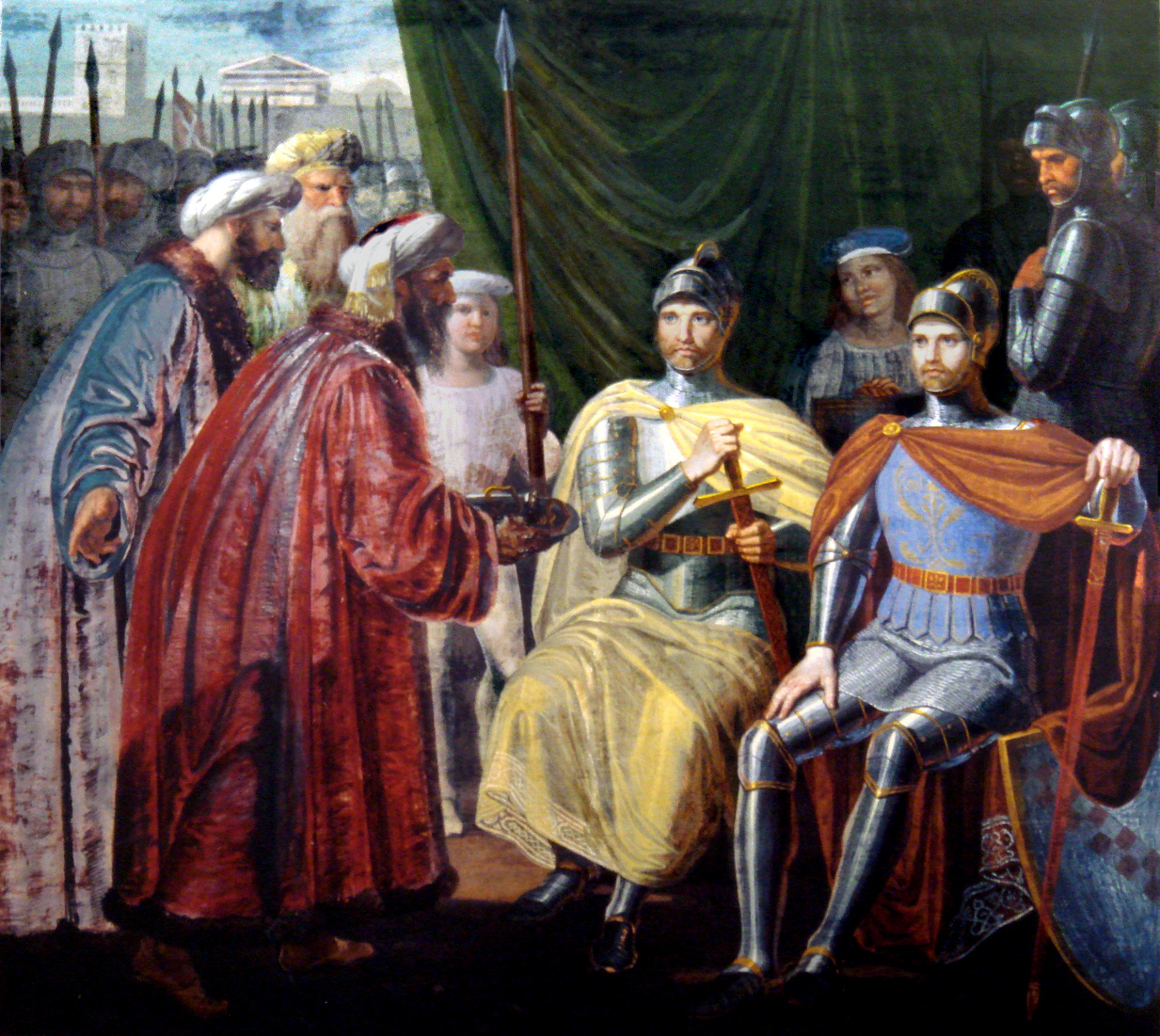
Rogier I ontvangt de sleutels van Palermo (1072). Zijn neef Serlo II zit naast hem (met gele kapmantel).

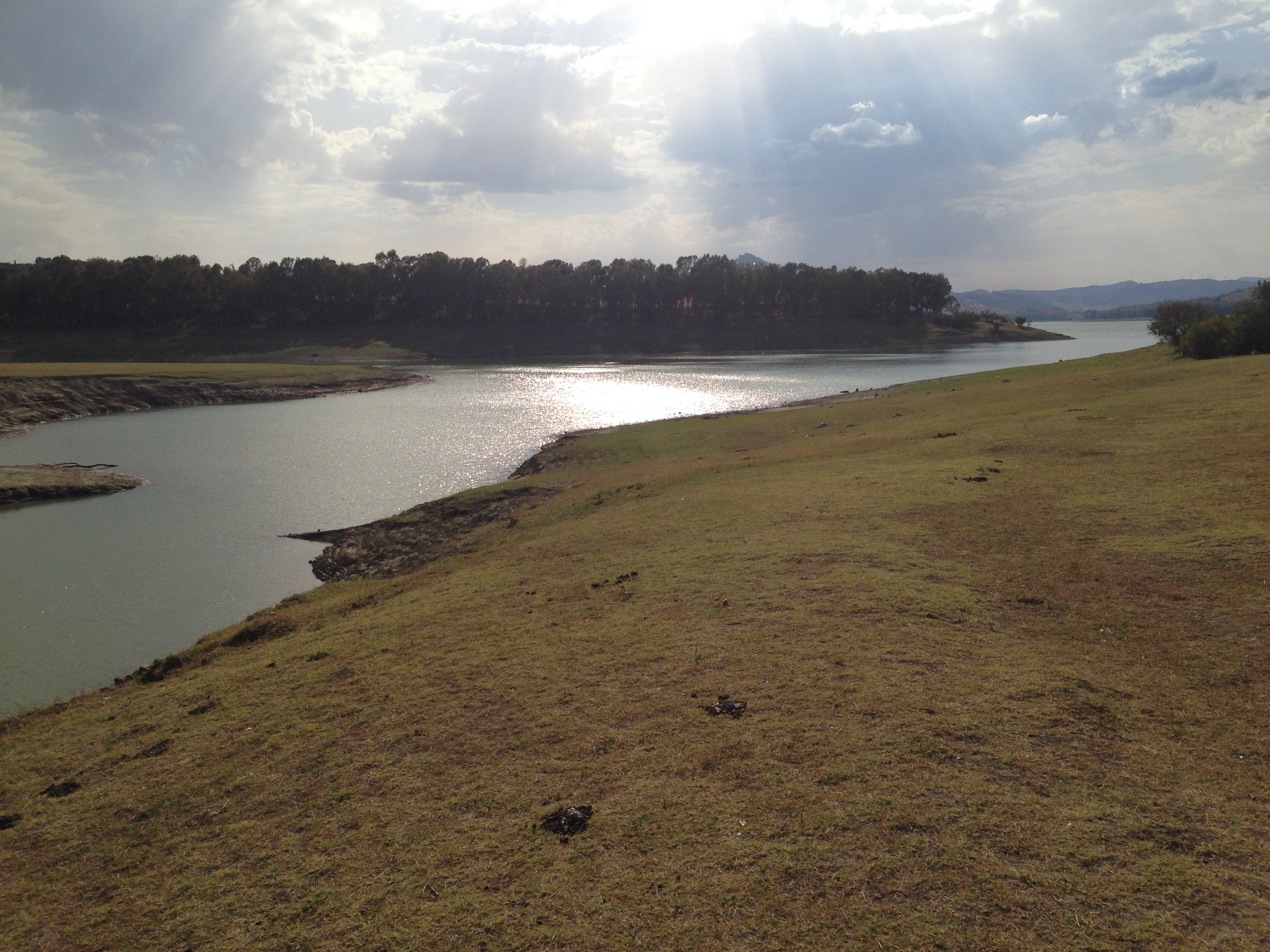
Vallei van de rivier Salso Cimarosa in Sicilië. In deze vallei vond Serlo II de dood.

Serlo II was, naar bekend, enig kind van Serlo I van Hauteville en Murielle. Hij behoorde tot het Huis Hauteville in Normandië, waar hij opgroeide. Hij vergezelde zijn ooms Robert Guiscard, Rogier I van Sicilië en andere ooms en neven naar de Mezzogiorno. Zijn naam dook voor het eerst op in de jaren 1056-1060 in de verovering van Calabrië, de start van de Normandische verovering van Zuid-Italië. Zijn krijgerskunsten werden achteraf geroemd, onder meer door de benedictijner monnik Gaufridus Malaterra in diens werk De rebus gestis Rogerii Calabriae en Siciliae comitis et Robert Guiscardi ducis fratris eius. 
Met zijn oom Rogier I en verwanten begon hij aan de verovering van Sicilië, vanuit Messina (1061). 
In het jaar 1063 was hij met zijn oom Rogier I zegevierend in de Slag bij Cerami. Serlo II slaagde erin zich te verschansen in Cerami, terwijl zijn oom tegen andere Saracenen oprukte. Het gebied rond Cerami viel in handen van de Normandiërs. Serlo werd heer van Cerami. Serlo II verkreeg verder, volgens de traditie, uit handen van Rogier I, de heerlijkheid (en later graafschap) Geraci, alsook de heerlijkheden Serrata en Surito.
In 1072 veroverden zij Palermo. Rogier I en Serlo II waren aanwezig bij de ceremoniële overhandiging van de sleutels van de stad. 
Grootgraaf Rogier I van Sicilië zag in Serlo II iemand om mee Sicilië te besturen doch zover kwam het niet omwille van Serlo's dood (1072). Serlo II werd namelijk met zijn makkers in een hinderlaag gelokt in de vallei van de rivier Salso Cimarosa. Het gebeurde aan de samenloop van de Cerami en de Salso Cimarosa, nabij Nicosia. Ibrahim, een islamitische vriend, pleegde verraad door hem met een Saraceense troepenmacht in te sluiten. De monnik Godfried Malaterra verhaalde hoe Serlo II en zijn makkers vochten als leeuwen. Serlo II vocht zich een weg tot op een rotsachtige hoogte boven de oever, doch de Saracenen omsingelden en doodden hem. Ze trokken zijn hart uit de borstkas. Ze aten zijn hart op, omdat, volgens Malaterra, zij zijn moed wilden opnemen. Zijn hoofd werd afgehakt en op een staak gestuurd naar Tamim ibn al-Mu'izz, de Ziride heerser van Tunesië. In de stad Mahdia werd zijn hoofd tentoongesteld.
Serlo II was gehuwd met een dochter van Rudolf, graaf van Moulins-la-Marche in Normandië en graaf van Bojano in Zuid-Italië, en diens vrouw Altrudis van Guardia.

## Rots van Serlo
Op de plek van zijn dood aan de Salso Cimarosa plaatsten de Normandiërs een kruis. De Arabieren noemden de klif Hagar Sàrlù en de Sicilianen Rocca di’Serio of Rocca di Sarro naar hem genoemd: de Rots van Serlo. De naam in het Italiaans was Pietra di Serlone. Verhalen over zijn heldhaftige dood verspreidden zich nadien rond de klif. In latere eeuwen was de notie van Serlo’s dood er weggeëbd; rond de klif werden dan andere verhalen verteld, zoals deze waarin de klif een grote schat zou bevatten. In de loop van de 20e eeuw verdween elk kruis of ander monument op de klif.